# دارين تودوروف
دارين تودوروف (بالبلغارية: Дарин Тодоров)‏ هو لاعب كرة قدم بلغاري في مركز الهجوم، ولد في 4 ديسمبر 1988 في شومن في بلغاريا.